# Сенжерменский кодекс
Сенжерме́нский ко́декс (лат. Сodex Sangermanensis; условное обозначение: Dabs1 или 0319) — унциальный манускрипт на греческом языке, IX века, содержащий Послания Павла.

## Особенности рукописи
Левую страницу каждого разворота занимает греческий текст; правую — латинский перевод.
Сенжерменский кодекс это копия Клермонтского кодекса.
Греческий текст рукописи отражает западный тип текста, отнесён к ΙΙΙ категории Аланда.
Рукопись была исследована и описана Бернар де Монфокон, Вецштайном и Грисбахом.
Рукопись была привезена в Санкт-Петербург Дубровским.
В настоящее время кодекс хранится в Российской национальной библиотеке (Gr. 20) в Санкт-Петербурге.